# هیلدر کولون
هیلدر کولون (انگلیسی: Hilder Colón؛ زادهٔ ۶ آوریل ۱۹۸۹) بازیکن فوتبال اهل هندوراس است.
از باشگاه‌هایی که در آن بازی کرده است می‌توان به باشگاه فوتبال رئال اسپانیا اشاره کرد.